# Chaetophiloscia gatunensis
Chaetophiloscia gatunensis är en kräftdjursart som först beskrevs av Van Name 1926.  Chaetophiloscia gatunensis ingår i släktet Chaetophiloscia och familjen Philosciidae. Inga underarter finns listade i Catalogue of Life.